# Тараненко, Иван Андреевич
Ива́н Андре́евич Таране́нко (28 апреля 1912, Губиниха, Екатеринославская губерния — 4 марта 1995, Москва) — советский лётчик-ас истребительной авиации и военачальник, участник Советско-финской и Великой Отечественной войн. Герой Советского Союза (1943). Генерал-лейтенант авиации (9.05.1960).

## Биография
Родился в селе Губиниха (ныне посёлок городского типа Губиниха, Новомосковского района Днепропетровской области Украины) в крестьянской семье. По национальности — украинец.
Окончил 7 классов средней школы, устроился столяром на завод имени Карла Либкнехта Днепропетровска, затем был секретарём заводского комитета ВЛКСМ в городе Павлограде. В 1932 году вступил в ВКП(б).
В августе 1933 года призван в РККА по спецнабору ВКП(б). В 1934 году окончил 9-ю военную школу лётчиков и лётнабов в Харькове. С декабря 1934 года служил в этой же школе лётчиком-инструктором. С января 1938 года — командир звена в Чугуевском военном авиационном училище, с сентября 1939 — военком эскадрильи Полтавских авиационных курсов усовершенствования штурманов ВВС РККА.
Участвовал в Советско-финской войне: был направлен на фронт для получения боевого опыта и с 6 февраля до конца боевых действий воевал военкомом эскадрильи 149-го истребительного авиационного полка 59-й истребительной авиационной бригады ВВС 7-й армии Северо-Западного фронта. В боях над Карельским перешейком старший политрук И. А. Тараненко сделал 22 вылета, в воздушных боях сбил 1 самолёт противника и спас своего лётчика, приземлившегося на территории врага. Был награждён орденом Красного Знамени. После войны оставлен служить в этом полку. Сначала полк входил в ВВС Ленинградского военного округа и базировался на аэродроме г. Пушкин, в мае 1940 года передан в ВВС Киевского Особого военного округа.

### Великая Отечественная война
В мае 1941 года был назначен заместителем командира по политической части 247-го истребительного авиационного полка 16-й истребительной авиационной дивизии ВВС КОВО (г. Станислав), который комплектовался из курсантов, не успевших пройти полный курс обучения в лётной школе. Тараненко стал участником Великой Отечественной войны с её начала. 28 июня 1941 года. Полк сражался на Юго-Западном фронте. Сам Иван Андреевич впоследствии вспоминал:

Потребовалось много сил, чтобы уже в ходе боёв сделать из курсантов настоящих лётчиков. В первые месяцы, отступления и неудач, очень важно воспитать у молодых лётчиков уверенность в своих силах, в нашей победе. А это надо делать не только словами. Курсанты обычно следовали примеру тех командиров, которые сами показывали, как надо бить врага.
С 20 июля 1941 года — военком 12-го истребительного авиационного полка 64-й истребительной авиационной дивизии на Южном фронте. Буквально через несколько дней старший политрук Тараненко был ранен в воздушном бою, только в сентябре выписался из госпиталя и 4 октября 1941 года назначен военкомом 298-го истребительного авиационного полка 45-й смешанной авиационной дивизии. А уже 18 октября 1941 года назначен исполняющим обязанности командира полка (утверждён в должности в декабре). К 14 ноября 1941 года Тараненко выполнил 85 боевых вылетов и сбил лично один бомбардировщик Ju-88. Тогда же он вторично был награждён орденом Красного Знамени.
Полк под его командованием участвовал в Донбасско-Ростовской оборонительной, Ростовской наступательной операциях. С мая 1942 по февраль 1943 года полк был сначала в резерве, потом на переформировании и на переобучении. К 1943 году личный состав полностью освоил новые истребители «Аэрокобра» и в конце февраля 1943 года прибыл на Северо-Кавказский фронт. Полк участвовал в битве за Кавказ, и особенной славой покрыл свои знамёна в воздушных сражения на Кубани. Уже к началу лета 1943 года лётчики 298-го истребительного авиационного полка (219-я бомбардировочная авиационная дивизия, 4-я воздушная армия, Северо-Кавказский фронт) под командованием И. А. Тараненко произвели 5650 боевых вылетов, провели 277 боёв, в которых было уничтожено 189 самолётов врага, подбито 25 и сожжено на аэродромах 10 самолётов противника.
Сам подполковник Тараненко к июню 1943 года совершил 205 успешных боевых вылетов. В 18 воздушных боях лично сбил 4 самолёта противника и 4 в группе.
Указом Президиума Верховного Совета СССР от 2 сентября 1943 года «за умелое руководство боевыми действиями авиационного полка, образцовое выполнение боевых заданий командования на фронте борьбы с немецко-фашистским захватчиками и проявленные при этом мужество и героизм» подполковнику Тараненко Ивану Андреевичу было присвоено звание Героя Советского Союза.
В конце июля 1943 года подполковник Иван Тараненко был назначен командиром 294-й истребительной авиационной дивизии 4-го истребительного авиационного корпуса 5-й воздушной армии Степного фронта (20 октября 1943 года переименован во 2-й Украинский фронт). Воинское звание полковник ему было присвоено 2 февраля 1944 года. Лётчики дивизии под его командованием отличились в ходе Белгородско-Харьковской операции, в Полтавско-Кременчугской, Кировоградской, Корсунь-Шевченковской, Уманско-Ботошанской наступательных операциях. За особые отличия в боях при освобождении городов Полтава 23 сентября 1943 года и Александрия (Кировоградская область) 6 декабря 1943 года приказами Верховного Главнокомандующего И. В. Сталина 294-я истребительная авиационная дивизия под командованием подполковника Тараненко была удостоена почётных наименований «Полтавская» и «Александрийская».
Дивизия подполковника Тараненко участвовала в битве на Курской дуге. Из воспоминаний Ивана Андреевича:

Воздушные бои над полем сражения были ожесточёнными, во многих одновременно участвовало с обеих сторон до полусотни и более самолётов. Побеждали мы не числом, а высокой выучкой, используя преимущества нашей новейшей авиационной техники. Советские самолёты, в частности истребители — «Яковлевы» и «Лавочкины» по лётно-тактическим показателям превосходили «Мессершмитты» и «Фоккеры». Мне часто приходилось бывать на передовом КП, видеть всё, что творилось в воздухе. Из динамиков постоянно раздавались голоса лётчиков, возбуждённых азартом боя. Небо вспарывали пулемётные и пушечные трассы, самолёты то свечой взмывали вверх, преследуя один другого, то переходили в отвесное пикирование. Вспыхивали купола парашютов над головами лётчиков, покинувших подожжённый самолёт. Бои длились с рассвета до наступления короткой летней ночи.
В начале июля 1944 года за отличное выполнение боевых заданий командования и массовый героизм личного состава 294-я истребительная авиационная дивизия получила гвардейское знамя и была переименована в 13-ю гвардейскую истребительную авиационную дивизию. Полковник И. А. Тараненко командовал ею до самой Победы. Лётчики-гвардейцы его дивизии активно участвовали в ходе Ясско-Кишинёвской, Дебреценской, Бухарестско-Арадской, Будапештской, Братиславско-Брновской и Пражской наступательных операциях, нанеся врагу значительный урон.
Всего И. А. Тараненко на фронтах Великой Отечественной войны совершил боевых вылетов — 253, провёл воздушных боёв — 54, сбил самолётов — 6 лично и 7 в группе.

### После войны
После окончания войны Тараненко продолжал службу в ВВС СССР. С октября 1945 по май 1946 года он учился на курсах усовершенствования командиров и начальников штабов авиадивизий при Военной академии командного и штурманского состава ВВС Красной Армии. С февраля 1947 года командовал 3-м гвардейским истребительным авиационным корпусом (с 1949 года 72-й гвардейский истребительный авиационный корпус) в 17-й воздушной армии Южной группы войск; в конце 1947 года корпус под его командованием передислоцировался в 7-ю воздушную армию Закавказского военного округа. С июня 1950 года служил в Главном штабе ВВС: в распоряжении Главнокомандующего ВВС, с сентября 1950 — начальник Управления анализа лётных происшествий и безопасности полётов ВВС, с октября 1950 — начальник Управления планирования, анализа и контроля боевой подготовки Главного управления боевой подготовки ВВС, с мая по декабрь 1953 года — заместитель начальника Главного управления боевой подготовки ВВС.
В 1955 году окончил Высшую военную академию имени К. Е. Ворошилова. В декабре 1955 года генерал Тараненко служил заместителем главного военного советника по ВВС и ПВО Чехословацкой народной армии, вскоре стал старшим военным советником заместителя министра национальной обороны ЧССР по ВВС и ПВО. С октября 1958 — заместитель начальника Управления боевой подготовки ВВС СССР. В ноябре 1959 года И. А. Тараненко назначен на должность первого заместителя командующего Военно-транспортной авиацией ВВС. По мере роста боевых возможностей военно-транспортной авиации её командование поручало всё более сложные специальные задания по перевозке боевой техники и воинских грузов в государства Азии и Африки. В их организации и проведении принимал непосредственное участие и сам Тараненко. С октября 1968 года — начальник специального факультета Военно-воздушной инженерной академии имени Н. Е. Жуковского.
В октябре 1972 года генерал-лейтенант авиации И. А. Тараненко уволен в запас. До выхода на пенсию работал в ОКБ Ильюшина, после выхода на пенсию — на московском заводе «Стрела». Жил в Москве.
Был женат на военной лётчице Серафиме Тарасовне Амосовой, вместе они воспитали троих сыновей: Андрея, Константина и Сергея. Андрей пошёл по стопам родителей и стал лётчиком, Сергей стал кадровым военным.
Умер 4 марта 1995 года. Похоронен в западной стене колумбария Новодевичьего кладбища.

## Награды
- Герой Советского Союза (Указ Президиума Верховного Совета СССР от 2 сентября 1943 года, медаль «Золотая Звезда» № 1096);
- два ордена Ленина (2.09.1943, 31.10.1967);
- пять орденов Красного Знамени (4.03.1940, 12.02.1942[4], 23.07.1943[8], 24.09.1944[8], 03.11.1953);
- орден Богдана Хмельницкого II степени (28.04.1945);
- два ордена Отечественной войны I степени (2.05.1943[9], 11.03.1985[10]);
- орден Красной Звезды (20.06.1949);
- медали СССР;
- Орден Тудора Владимиреску II степени (Румыния, 1.10.1974)[11];
- Медаль «За укрепление дружбы по оружию» в золоте (ЧССР, 1970);
- Медаль «50 лет Монгольской Народной Армии» (Монголия, 15.03.1971).